# 城之内ミサ
城之内 ミサ（じょうのうち みさ、1960年12月23日 - ）は、作曲家・シンガーソングライター。東邦音楽大学パフォーマンス総合芸術文化専攻主任特任教授および東邦音楽短期大学シンガーソングライター・アーティスト専攻特任教授。ユネスコ平和芸術家、平城遷都1300年記念事業音楽広報大使などを務めた。テレビドラマ、映画などのテーマソングなども手掛けた。身長167cm。東京都出身。

## 人物
東邦音楽大学附属東邦中学校・高等学校、東邦音楽短期大学で学ぶ。中学時代から学内で自作の曲を披露し、大学在学中から、テレビドラマや映画音楽の作・編曲など、プロとしての活動を始める。1988年「あの頃」でデビューする。テレビドラマの劇中歌などの作曲では、『3年B組金八先生』などが有名。
また、オリジナルアルバム『Theatre MJ』では、国立パリ・オペラ座管弦楽団による演奏で自作のシンフォニーを指揮した。同楽団を指揮したのは、日本人では小澤征爾に次いで2人目、女性では世界初であった。
音楽でアジアの情景やシルクロードの旅を綴った、お香付きアルバム『華』『華 II』シリーズは、ヒーリングミュージックの先駆けとして話題になり、全米ニューエイジチャートにもランクインするなど世界中で高い評価を得る。
2005年3月にはカーネギー・ホールで、コンサートを開催した。
音楽活動以外にも、假屋崎省吾の生徒役として『趣味悠々』に出演したり、『真相報道 バンキシャ!』にコメンテーターとして出演したりするなど幅広い分野で活躍中。
『3年B組金八先生』では、全体の音楽を担当した他、音楽教諭役として第4 - 7シリーズの文化祭と卒業式の回に出演していた。
兄は、音楽制作会社・音楽出版社の株式会社チャプター・ワンの代表者であり、パシフィックムーン・レコードのプロデューサーの吉岡一政。

### プロフィール
（世界遺産トーチランコンサートで許可された情報を元にしている。NPO WORLD HERITAGE TORCH-RUN CONCERT について）
東邦音楽短期大学作曲楽理科在学中より人気テレビドラマ、CM、映画などの映像音楽の作編曲等プロの活動を始める。フランスにて、作曲家のジャン・クロード・プティに師事。
1988年より現在までパリ・オペラ座管弦楽団、パリ管弦楽団等共演のアルバムを制作、1993年ブザンソン国際指揮者コンクール出場。アジアのヒーリング音楽として手掛けたオリジナル楽曲のアルバムは欧米諸国でチャート上位にランクインし大反響を呼んだ。世界初として奈良県の興福寺・東金堂（国宝）の前で、オーケストラを率いてピアノ、指揮を担当したオリジナル曲でのコンサート実施や、浜名湖・国際花博覧会ではオープニングイベント「新・花風流（狂言師・野村万之丞演出）」の作曲・音楽監督など、記念式典の音楽担当・演奏も数多い。
2000年より展開している「城之内ミサ・世界遺産トーチランコンサート」では首席上演者として各国の記念年、交流年に招聘され指揮とピアノを担当し、アメリカ、中国、チュニジア、イタリア、オーストラリア、ベネズエラ、ペルー、カナダ、マケドニア、ルーマニア、フランス等の国立オーケストラと共演の自作曲コンサートを開催。ニューヨーク・カーネギーホールでは9.11テロのご遺族200名を招待し平和祈念のコンサート実施、世界遺産に認定されているシドニー・オペラハウスでも日豪30周年記念コンサートとして大成功を収めた。
2006年8月、国連機関ユネスコより『ユネスコ平和芸術家』に任命され、世界遺産保護を担当。ユネスコ憲章『心の平和の礎』を伝えるために、日本人では作曲、指揮部門で初の任命となる。
2007年5月「ユネスコ世界遺産条約35周年 世界遺産トーチランコンサート」がパリ・サンジェルマン・デプレ教会で実施され、全て自身のオリジナルの楽曲で国立パリ・オペラ座管弦楽団の指揮とピアノを担当。また、「日仏交流150周年・京都パリ友情盟約締結50周年記念 相国寺 金閣 銀閣名宝展」が、2008年の10月からパリ・プティ・パレ美術館で開催され、この映像音楽の作曲を担当。また、2009年3月には興福寺『阿修羅展』にてVR映像の音楽を担当し、興福寺DVD発売の映像音楽を作曲した。
2009年より、パリに本部を置く国連機関ユネスコと『世界遺産トーチランコンサート』はパートナーシップを締結し、今後は全てユネスコ世界遺産センターと共催で、城之内ミサの音楽作品を通してユネスコのメッセージを伝えるべく、更なる音楽活動を展開することとなり、11月12日にはユネスコ本部大ホールにて『世界遺産トーチランコンサート〜心の平和の讃歌』として、このユネスコ公式セレモニーの音楽を一任された。全曲城之内ミサのオリジナル楽曲で、指揮とピアノを担当した。
2020年に発売されたジェジュンのアルバム「Love covers2」では、アレンジに参加。

### エピソード[4]
- NHK「トップランナー」に出演した際、「3年B組金八先生」の映像と音楽のコラボレーションを実施。映像に合わせ寸分違わず自作の曲を指揮。その姿は『神業』と番組内のテロップに表される。
- 2009年に結成した「世界遺産トーチランコンサートオーケストラ」は国内外で活躍する奏者達の協力により2011年から羽田空港国際線でのコンサートを毎月実施。国内外でも話題のコンサートとなった。このメンバー達で海外コンサートも行う。
- コンサートでのトークが面白いとファンの間では話題になっており、奏でる音楽とのギャップを楽しむ人も多い。このトーク力を東邦音楽大学での授業に活かしているとのこと。
- 見た目が宝塚歌劇団の男役さんのようにも見えるようで、宝塚ホテルのディナーショウの際、初めてコンサートを聞きにきたお客様から「何組だったんですか？」と聞かれ「3年B組です」と答えて大爆笑となったことがある。
- 韓国仁川空港のトランジット最中の空港内でのスパや、香港、ドバイ空港でのトランジット、国内でのエステ等、自作の曲が突然流れ、音楽が気になってゆっくり休めなかったことがある。

## 主な作品[5]

### アルバム
- 『Dramagic』 1988年4月25日
- 『Cafe CLASSIQUE』 1989年2月25日
- 『cine nuance』 1990年5月25日
- 『La fantaisie』 1991年4月10日
- 『Mon Cheri～愛しい人～』 1992年7月25日
- 『Le Courage～勇気～』 1993年9月10日
- 『missa』 1994年11月2日
- 『Theatre MJ』 1995年12月13日
- 『華～Asian Blossoms』 2000年6月13日
- 『華 II～road to OASIS』 2002年2月12日
- 『紅』 2002年9月28日
- 『空華 くうげ』 2003年10月29日
- 『華音 Canon』 2004年9月29日
- 『語 かたりべ』 2003年6月26日
- 『Friends』 2000年8月19日
- 『Dimanche ～日曜日～』 2002年9月21日
- 『Evening』 2005年6月22日
- 『3年B組金八先生』（サウンドトラック） 2005年1月19日
- 『夫婦道』（サウンドトラック） 2007年5月30日
- 『大地の歌 Le Chant de La Terre』 2007年10月11日
- 『Green Earth』 2008年9月24日
- 『追遠〜Spiritual Discovery』 2009年10月21日
- 『Missa Johnouchi』 2010年10月6日
- 『かけがえのない日々～Irreplaceable days』 2012年12月9日
- 『Silent Horizon』 2014年2月26日
- 『風景の音〜Sketch of scenery』 2016年
- 『もう一度会いたい〜Beautiful place』 2017年
- 『Avec ton sourie〜微笑む君と』 2019年
- 『BLAST FROM MY PAST』 2020年

### 出演

#### テレビ
- 母をたずねて三千里(TBS)
- 一枚の写真（フジテレビ）
- 女傑の導き（BS11）
- NHK トップランナー・城之内ミサ特集 「神業」
- NHK ようこそ先輩 課外授業
- TBS -BS 音楽家・城之内ミサドキュメンタリー 時空の翼
- WOWOW 地球街道住番地（ナレーションも）
- MBS 真珠の小箱
- 読売テレビ 白き炎の舞 （ナレーションも）
- MBS「音舞台」
- RKB「サンデーウォッチ」

#### ラジオ
- TOKYO-FM キューピー ハートオブサンデー（初代パーソナリティ1988年-1993年）
- スーパー・ステーション！～城之内ミサのPeace of Mind（ミュージックバード）

### プロデュース

#### テレビドラマ劇伴制作
- ただいま放課後 第23話 CX 1980年
- ザ・サスペンス「非行女教師」TBS 1980年
- あなた TBS（ポーラ連続テレビ小説）1981年（主題歌作編曲も担当）
- 噂のコンサート TBS（ヤングディレクター） 1985年
- 朝の夢 TBS（ポーラ連続テレビ小説）1983年（主題歌作編曲及び俳優としても出演）
- ハーイあっこです(1) CX 1984年
- 毎度おさわがせします1〜3 TBS 1985年 - 1987年、
- 月曜ドラマランド「かぐや姫とんで初体験!?」フジテレビ 1985年
- 夏・体験物語 TBS 1985年 - 1986年
- 水曜日の恋人たち・B型OLの傾向と対策 TBS 1986年
- あしながおじさん CX 1986年
- ママ母vs.ママ娘、家出令嬢の課外授業 ANB（月曜ワイド劇場）1986年
- 親子ジグザグ TBS 1987年
- 恋に恋して恋きぶん TBS 1987年
- スタンドバイミー 〜気まぐれ白書〜 TBS 1987年
- とんぼ TBS 1988年
- 塀の中の懲りない面々(1) TBS 1987年
- あなたもスターになりますか TBS 1987年（主題歌編曲も担当）
- こんな学園見たことない！ YTV 1987年 - 1988年
- サラダ記念日 TBS （東芝日曜劇場） 1987年
- 親子ウォーズ TBS 1988年（主題歌歌唱も担当）
- さまざまな夜(1) TBS 1988年（主題歌歌唱も担当）
- とんぼ TBS 1988年
- 東芝日曜劇場「息子よ1〜5」TBS 1989年 - 1990年（主題歌歌唱も担当）
- 塀の中の懲りない面々(2) TBS 1988年（主題歌歌唱も担当）
- つっぱり娘が父親の泥棒を見た TBS（東芝日曜劇場）1988年
- おとこたちの家 TBS 1988年
- さまざまな夜2 TBS 1988年（主題歌作編曲歌唱も担当）
- あんちゃんの恋、逃げた TBS（東芝日曜劇場）1988年
- 鳩のいる風景 TBS（東芝日曜劇場）1988年
- スタンドバイミーII 〜気まぐれ天使〜TBS 1988年（主題歌歌唱及び俳優としても出演）
- 3年B組金八先生第3シリーズ〜ファイナル TBS 1988年 - 2011年（挿入歌作編曲歌唱及び俳優としても出演）
- SCRAP TBS 1989年
- 護送 TBS（東芝日曜劇場）1989年
- 愛し方がわからない TBS 1989年
- ピンクエンジェルのさくらちゃん TBS（東芝日曜劇場）1990年
- 再会 TBS（東芝日曜劇場）1990年（ピアニスト役で出演）
- 母をたずねて三千里 TBS 1991年（主題歌作編曲ピアノ演奏及び俳優としても出演）
- 塀の中のプレイ・ボール TBS 1991年（主題歌歌唱も担当）
- 家族写真 TBS （東芝日曜劇場）1991年
- ボクのお見合い日記 TBS（東芝日曜劇場）1991年 - 1992年
- イエローカード TBS 1993年
- お兄ちゃんの選択 TBS 1994年（主題歌作編曲歌唱も担当）
- 塀の中の少女たち TBS 1996年（主題歌作編曲歌唱も担当）
- 秋の選択 NHK （文化庁芸術祭参加作品）1996年
- 戦いすんで日が暮れて TBS 1997年
- がんばりや！～平成版どてらい女 TVO 1997年（俳優としても出演）
- 女囚 塀の中の女たち3 TBS 1997年（主題歌作編曲歌唱も担当）
- クラッカー 侵入者 TBS 1997年
- 戦友 TBS （文化庁芸術祭参加作品）1997年
- ひとりぼっちの君に TBS 1998年
- 女子刑務所東三号棟1〜8 TBS 1998年 - 2010年（主題歌作編曲歌唱も担当）
- 目撃者－女探偵VS.嘘つき少年1〜2 TBS 1999年 - 2000年
- 金曜ドラマ「Friends」 TBS 2000年（挿入歌作編曲歌唱も担当）
- ビッグウイング TBS 2001年
- 明るいほうへ 明るいほうへ - 童謡詩人金子みすゞ TBS 2001年
- 明るいほうへ 明るいほうへ - 金子みすゞの生涯 特別編 TBS 2002年
- 海図のない旅 NHK 2002年
- 抱きしめたい NHK 2002年（文化庁芸術祭優秀賞受賞作品）
- 水曜プレミア「夜回り先生」TBS 2004年
- 夫婦道 TBS（アジアドラマ祭優秀賞受賞）2007年（挿入歌作編曲歌唱も担当）
- 夫婦道(2) TBS 2009年（挿入歌作編曲歌唱も担当）
- 女子刑務所東三号棟8 TBS 2010年（主題歌作編曲歌唱も担当）
- 塀の中の中学校 TBS 2010年 （文化庁芸術祭参加作品、テレビドラマデータベースユーザー選出2010年度年間ベストテン（単発ドラマ部門）第3位。モンテカルロテレビ祭最優秀作品賞受賞作品。
- 金子みすゞ物語〜みんなちがってみんないい〜 TBS 2012年（文化庁芸術祭参加作品）

#### ニュース、ドキュメンタリー等 映像音楽制作
- 日本航空 日本発国際線全線／機内エンターテイメント「くつろぎの音楽」リラクゼーション
- Evening（TBS「イブニング・ファイブ・JNNイブニング・ニュース」主題曲）
- 原風景?オリジナルシーナリー（BS朝日 「にほん風景遺産」エンディング）
- ビリーブ イン トゥモロー（BS朝日 「いま日本は」エンディング）
- ASIAN WIND（テレビ朝日開局40周年記念「君は楽園を見たか」テーマ曲）
- 日仏交流150周年・京都パリ友情盟約締結50周年記念 相国寺 金閣 銀閣名宝展
- パリ・プティパレ美術館
- 興福寺阿修羅展 特別番組
- 興福寺国宝館 バーチャルリアリティ映像音楽
- NHK にっぽんの廃線100 エンディングテーマ（「peace of mind」）

#### CM
- 日本香堂 ※兼出演
- 伊勢丹春秋キャンペーン
- 雪印
- キユーピー
- 旭化成 ※全日本CM大賞受賞・兼出演
- 積水屋根瓦
- クレフ化粧品

#### 映画音楽
- マンハッタン・キス（映画／監督：秋元康 1992年）
- I am 日本人（映画／監督：森田健作 2008年）
- 短編アニメ映画『SONIA』（監督：渕上サトリーノ（2016年5月）
  - →『白いソニア』として夕張国際ファンタスティック映画祭出品（2018年3月）

#### アルバムプロデュース
- 高桑英世（フルート）アルバム「Compagne de France」
- ジャン シャオチン（中国琴）アルバム「悠」
- YOKUMOKU 設立50周年記念アルバム

#### コンサート / イベント（作編曲・指揮・ピアノ・音楽監督）
- 興福寺 国宝 東金堂コンサート「平城遷都1300年祭オープニングイベント」「久遠・心の平和への旅路」
- 大阪シンフォニカー交響楽団萎嘱作品『空華（くうげ）Ⅱ』各国初演（指揮は曽我大介氏）
- 日本ルーマニア修交100周年記念、日中国交30周年日本政府楽器無償援助感謝のコンサート演奏
  - ルーマニア国立放送管弦楽団、ジョルジュ・エネスコ・ブカレスト・フィルハーモニー管弦楽団の演奏。
  - 平城遷都1300年祭記念曲／奈良県委嘱作品『大和路シンフォニー』初演。（共演は中国の民族楽器奏者たちと日本を代表するソリストで結成したオーケストラ）。
  - 音楽とアートのコラボレーション～祈り～（愛知万博の愛・地球博推奨コンサート）
  - フランス・パリのユネスコ本部大ホール「アラブ音楽院救済チャリティコンサート」アラン・クズネツォフ氏（国立パリ・オペラ座管弦楽団）と共演。
- 「フランス・ベルサイユ祭プレ・イベント」にて国立パリ・オペラ座管弦楽団のコンサートマスターおよびトップ奏者達と共演し、自作の『大和路シンフォニー』海外初公演
- 浜松・花博オープニングイベント『新・花風流（故野村万之丞演出）』
- 野村万之丞プロデュース「千夜一夜物語」
- イタリア・カターニア国際音楽祭委嘱作品シンフォニー『幻華（GENKA）』を世界初演（指揮：曽我大介）
- チュニジア、イタリア・シチリアとヨーロッパ政府招聘によりコンサートを実施
- ニューヨーク・カーネギーホールにてスマトラ沖津波震災チャリティコンサート実施
- ベネズエラ大使館からの招聘により首都カラカスのテレサ・カレーニョ大劇場で国立カラカスユースーケストラ（エル・システマ）
- パリのサンジェルマン・デプレ教会にて「ユネスコ世界遺産条約35周年記念コンサート」演奏：国立パリ・オペラ座管弦楽団
- ペルー日本文化週間 日秘友情コンサート
- ユネスコ・パリ本部大ホール ユネスコ事務局長退官式コンサート
- NGOアフガニスタン ドゥマン、アフガニスタン・カブールにて世界遺産トーチランコンサート実施
- バーレーン王国招聘「城之内ミサ コンサート」（首都マナーマ 国立劇場／国立バーレーンオーケストラ）
- モロッコ・アシラー芸術祭オープニングセレモニーコンサート（モロッコ バンダル・ビン・スルタン・ライブラリー） 他
- 日本文化週間オープニングコンサート（2001年11月、ロサンジェルス・コンベンションセンター）
- 東日本大震災チャリティコンサート〜Peace of mindキャンペーン（2011年12月?現在まで。国内外にて）
- ユネスコ世界遺産条約35周年（2007年5月パリ・サンジェルマンデプレ教会）
- アフガニスタンの子供達支援コンサート（2010年11月 九段会館）
- 第35回ユネスコ世界遺産委員会クロージングコンサート（2011年6月ユネスコ・パリ本部大ホール）
- ユネスコ世界遺産条約40周年記念コンサート（2012年 奈良県興福寺東金堂／国宝御前）
- ネパール大震災チャリイティコンサート（2015年7月・日仏会館）
- 世界遺産トーチランコンサート
- ニュージランド・クライストチャーチ大震災追悼コンサート
- 世界遺産トーチランコンサート 東日本大震災とテロの追悼コンサート
- 東京都台東区上野公園特設ステージにて『国立西洋美術館世界遺産登録記念コンサート』
- ユネスコ世界遺産条約45周年記念コンサート（2017年6月 パリ・マドレーヌ寺院）
- 東京都府中市 バルトホールこけら落とし 世界遺産トーチランコンサート
- バーレーン王国首都マナーマ 国立劇場にて「ユネスコ世界遺産会議」オープニングで世界遺産トーチランコンサート開催（2018年6月）
- 台東区 上野国立西洋美術館 世界遺産登録記念 日仏160周年記念 世界遺産トーチランコンサート開催 上野文化会館小ホール（2018年11月）
- 世界遺産トーチランコンサート ～東京さくらトラム（都電荒川線）沿線の文化と景観を後世に残す～『音楽のおくりもの～なつかしい景色に寄せて』
- 2011年 羽田空港国際線「世界遺産トーチランコンサート」実施

## 代表的な曲
- Evening（TBS「イブニング・ファイブ・JNNイブニング・ニュース」主題曲 2005年3月28日 - 2008年3月30日）
- 山川異域 風月同天（テレビ埼玉「ニュース545・ニュース930・ニュース930 plus」2020年10月-12月期エンディングテーマ）
- あの頃（TBS系ドラマ'88「親子ウォーズ」テーマソング）
- 気まぐれ白書（TBS系ドラマ'87「スタンドバイミー～気まぐれ白書～」主題歌）
- 抱きしめて Once again（TBS系ドラマ'87～90「塀の中の懲りない面々」テーマソング）
- 舞い降りた天使（TBS系ドラマ'88「スタンド・バイ・ミーII～気まぐれ天使～」主題歌）
- 愛の力（松竹洋画系 映画’92「マンハッタン・キス」挿入歌）
- Il Pleure dans mon coeur～心の雨～（TBS系ドラマ'04-'05「3年B組金八先生」第7シリーズ挿入歌）
- 私の存在の意味（TBS系ドラマ’07-'08「3年B組金八先生」第8シリーズ挿入歌）
- Avec Toi Toujours～いつもあなたと一緒に～（TBS系ドラマ'07「夫婦道」挿入歌）
- Peace of mind（「国連機関ユネスコ・パリ本部：公式ソング）